# Ignjat Brlić
Ignjat Brlić (Brod na Savi, 1. veljače 1834. – Brod na Savi, 8. travnja 1892.), hrvatski političar i odvjetnik
Pučku školu je završio u Brodu na Savi. Gimnaziju je pohađao u Vinkovcima i u Zagrebu gdje je maturirao u Klasičnoj gimnaziji 1852. godine. Pravo je studirao u Beču i Pragu. Godine 1867. ulazi u Hrvatski sabor kao zastupnik Narodne ustavne stranke (unionista). Bio je član kraljevinskog odbora za priremu Hrvatsko-ugarske nagodbe. Zauzimao se za hrvatsku financijsku samostalnost i tražio da bana imenuje kralj na prijedlog Hrvatskog sabora. Godine 1870. gubi službu zbog neslaganja s banom L. Rauchom i većinom unionista, ali i dalje ostaje djelatan kao poslanik Narodne, a zatim od 1887. Neovisne narodne stranke.
U Brodu je vodio odvjetnički ured. Neko je vrijeme kod njega kao perovođa radio Milan Kerdić, poslije poznati novinar iz pravaških redova.